# Carga Perigosa

O pictograma de substâncias tóxicas do Sistema Globalmente Harmonizado de Classificação e Rotulagem de Produtos Químicos.

A Carga Perigosa ("dangerous goods" - DG em inglês), é toda substância que, quando transportada, representa um risco para a saúde, segurança, propriedade ou meio ambiente. 
Para tratar essa atividade, existem normas globais, nacionais e até mesmo locais.

## Características
No Brasil, o órgão responsável pela normatização é o Departamento Nacional de Infraestrutura de Transportes (DNIT). As normas, determinam que os produtos de natureza perigosa são todos aqueles de origem química, biológica ou radiológica que são nocivos ao meio ambiente, à população e aos seus bens. Atualmente, nessas normas são apontadas mais de 3 mil mercadorias que podem gerar riscos à saúde, à segurança pública e ao meio ambiente.

## Classes
Os produtos químicos são classificados de acordo com a sua natureza e com os tipos de danos que podem causar tanto para o ser humano quanto para o ambiente:
- explosivos: substâncias que produzem grandes quantidades de gases e calor - nitroglicerina e a pólvora;
- gases: dispersam-se com facilidade no ar e, muitas vezes, não apresentam odor ou cor - gás de cozinha, do cloro e da amônia;
- líquidos inflamáveis: produtos que geram reação de combustão quando em altas temperaturas - gasolina, álcool e o óleo diesel;
- sólidos inflamáveis: substâncias que se tornam inflamáveis em contato com as chamas ou com a ocorrência de atrito - enxofre;
- substâncias oxidantes e peróxidos orgânicos: materiais que podem liberar oxigênio - água oxigenada;
- substâncias tóxicas e substâncias infectantes: produtos capazes de causar danos sérios à saúde - pesticidas;
- material radioativo: utilizados na área industrial e hospitalar - césio;
- substâncias corrosivas: em estado sólido ou líquido - ácido sulfúrico e soda cáustica;
- substâncias e artigos perigosos diversos: produtos que, por diversas razões, não se enquadram nas demais classes - baterias de lítio.